# Asura postfasciatus
Asura postfasciatus là một loài bướm đêm thuộc phân họ Arctiinae, họ Erebidae.